# Широкшинит
Широкшинит — редкий минерал группы слюд с формулой K(NaMg2)Si4O10F2.
Открытый в 2003 году учёным И. В. Пековым  и другими, широкшинит стал первым минералом из группы слюд с натрием, входящим в октаэдрический слой, а не занимающим межслоевую позицию. Широкшинит своим существованием доказал вероятность разделения калия и натрия полностью, по абсолютно разным позициям в структуре минерала.
Минерал был обнаружен исследователями на Кольском полуострове России, в Хибинах, на Кировском руднике Кукисвумчорр на уровне +252 метра. Своё название широкшинит получил в честь известного русского учёного-геолога Широкшина Николая Васильевича, занимавшегося в том числе и изучением Хибинского горного массива.